# Harpullia austro-caledonica
Harpullia austro-caledonica är en kinesträdsväxtart som beskrevs av Henri Ernest Baillon. Harpullia austro-caledonica ingår i släktet Harpullia och familjen kinesträdsväxter. Inga underarter finns listade i Catalogue of Life.